# Горна Бела речка
Го̀рна Бѐла рѐчка е село в Северозападна България. То се намира в община Вършец, област Монтана.

## География
Село Горна Бела речка се намира в планински район, в Западна Стара планина, по пътя между Вършец и Гара Лакатник.

## История
При избухването на Балканската война в 1912 година 2 души от Бела речка (Горна Бела речка и Долна Бела речка) са доброволци в Македоно-одринското опълчение.

## Редовни събития
- Фестивал на спомените Козе мляко – всяка година около 24 май, организира се от Фондация за нова култура.

## Кухня
Местни деликатеси – козя извара, козе сирене, мляко, кашкавал.